# Fernando Rainieri
Fernando Rainieri (Data de nascimento desconhecida - Santo Domingo, 6 de outubro de 2015) foi um empresário de turismo, ministro e diplomata da República Dominicana. Em 1986, o presidente dominicano Joaquin Balaguer nomeou-o como secretário de Estado (ministro) de Turismo da República Dominicana. Foi diretor do Instituto para o Desenvolvimento da Infraestrutura de Turismo, presidente para as Américas da Organização Mundial do Turismo (OMT), e secretário do Conselho da Mesa Redonda dos países da Commonwealth, bem como presidente do capítulo dominicano da organização Save the Children.

## Biografia
Ranieri nasceu de uma família com tradição hospitaleira: seus avôs paternos, Isidoro Ranieri e Bianca Franceschini, emigraram do norte da Itália ao norte da República Dominicana e estabeleceram dois hotéis, Hotel Raniei em Puerto Plata e Hotel Comércio em Santiago, e tiveram mais de dez filhos.
Seus pais eram Francisco Ranieri Franceschini (filho do povo acima) e Venice Margarita Marranzini Lepore (filha de imigrantes italianos Orazio Michelo Marranzini Inginio e Inmaccolatta Lepore Rodia, que migraram na infância com suas respectivas famílias, de Santa Lucia di Serino, no sul da Itália). Era irmão de Frank Ranieri, um empresário de turismo e desenvolvedor de Punta Cana, e meio-irmão do advogado Luis Manuel Machado Marranzini.
Em abril de 2014, foi nomeado Cônsul Honorário da Austrália na República Dominicana.
Morreu no dia 6 de outubro de 2015, vítima de um ataque cardíaco, em Santo Domingo, horas depois de ter retornado da Espanha.